# Xiasanhe (köpinghuvudort i Kina, Jiangsu Sheng, lat 31,98, long 121,42)
Xiasanhe är en köpinghuvudort i Kina. Den ligger i provinsen Jiangsu, i den östra delen av landet, omkring 250 kilometer öster om provinshuvudstaden Nanjing. Antalet invånare är 22 144. Befolkningen består av 12 923 kvinnor och 9 221 män. Barn under 15 år utgör 11,0 %, vuxna 15-64 år 65 %, och äldre över 65 år 22,0 %.
Runt Xiasanhe är det tätbefolkat, med 476 invånare per kvadratkilometer. Närmaste större samhälle är Fu'an, 9,4 km väster om Xiasanhe. Trakten runt Xiasanhe består till största delen av jordbruksmark.
Genomsnittlig årsnederbörd är 1 510 millimeter. Den regnigaste månaden är augusti, med i genomsnitt 205 mm nederbörd, och den torraste är januari, med 45 mm nederbörd.